# Chignik Lake (Alasca)
Chignik Lake é uma Região censo-designada localizada no estado americano de Alasca, no Distrito de Lake and Peninsula.

## Demografia
Segundo o censo americano de 2000, a sua população era de 145 habitantes.

## Geografia
De acordo com o United States Census Bureau, a localidade tem uma área de 56,7 km², dos quais 31,8 km² cobertos por terra e 24,9 km² cobertos por água.

## Localidades na vizinhança
O diagrama seguinte representa as localidades num raio de 72 km ao redor de Chignik Lake.